# Johann Andreas Bach
Johann Andreas Bach (* 7. September 1713 in Ohrdruf; † 25. Oktober 1779 ebenda) war ein deutscher Hautboist und Organist.

## Leben
Johann Andreas Bach wurde als 8. Sohn von Johann Christoph Bach und Johanna Dorothea vom Hofe geboren. Er wurde 1733 Hautboist des „Fürstlich Gothaischen Militärs“ und nahm am Polnischen Erbfolgekrieg teil. Danach war er fünf Jahre „Tafeldecker“ am Hohenlohischen Hof in Langenburg, bevor er 1738 die Stelle des Organisten an St. Trinitatis in Ohrdruf annahm, welche auch sein Vater innegehabt hatte. Von 1744 bis 1753 war er als Nachfolger seines früh verstorbenen Bruders Johann Bernhard Organist der Ohrdrufer Hauptkirche St. Michaelis. 1753 kehrte er wieder auf seine frühere Stelle an St. Trinitatis zurück, wo er bis zu seinem Tode verblieb. 1747 kam sein Kind Johann Christoph Georg Bach zur Welt. Er starb am 25. Oktober 1779 im Alter von 66 Jahren. In Johann Sebastian Bachs handschriftlichem Ursprung der musicalisch-bachischen Familie von 1735 wird er unter Nr. 44 erwähnt. Er war zeitweilig im Besitz der beiden großen, von seinem Vater angelegten Anthologien mit Tastenmusik, dem nach ihm benannten Andreas-Bach-Buch und der Möllerschen Handschrift.